# Gustavo Albella
Gustavo Albella (ur. 25 sierpnia 1925 w Alta Gracia, zm. 13 czerwca 2000 w Mendozie) – argentyński piłkarz, który występował na pozycji napastnika.

## Kariera piłkarska
Karierę seniorską rozpoczął od występów dla CA Talleres, w którym grał do 1944. Po dobrym występie w meczu towarzyskim przeciwko Boca Juniors został zawodnikiem tego klubu. Łącznie strzelił 6 goli w barwach Boca.
W 1946 został zawodnikiem klubu CA Banfield. Z klubem zdobył Primera B Metropolitana w sezonie 1946. Argentyński klub opuścił w 1951, a w 1952 został zawodnikiem brazylijskiego klubu São Paulo FC. W sezonie 1953 zdobył Campeonato Paulista.
W 1955 powrócił do Banfield, skąd rok później przeniósł się do Green Cross, w którym w 1961 zakończył karierę seniorską. W sezonach 1957 oraz 1958 zostawał królem strzelców Primera División de Chile.

## Sukcesy

### CA Banfield
- Mistrzostwo Primera B Metropolitana: 1946

### São Paulo
- Mistrzostwo Campeonato Paulista: 1953

### Green Cross
- Mistrzostwo Segunda división chilena: 1960

### Indywidualne
- Król strzelców Primera División de Chile: 1957 (27 goli), 1958 (23 gole)[a]

### Rekordy
- Najskuteczniejszy zawodnik w historii CA Banfield: 136 goli[2]